# Beketatón
Beketatón (siglo XIV a. C.) fue una princesa de la Dinastía XVIII de Egipto. Es considerada la hija menor de Amenhotep III y su Gran esposa real Tiy. También era la hermana del faraón Akenatón. Su nombre significa Sierva de Atón.
| i | t · n · ra | G29 | k · t | B1 |

| i | t · n · ra | G29 | k · t | B1 |

## Biografía
Beketatón es conocida por la tumba de Huya en Amarna. Está mostrada con Tiy, su madre, que está sentada frente a Akenatón y Nefertiti. Beketatón está sentada al lado de Tiy. En la pared este de la tumba Akenatón y Nefertiti las están guiando a un templo. En el lado norte está mostrada la familia real, Amenhotep III, Tiy y Beketatón. 